# 邦蒂號
邦蒂號（英語：HMS Bounty），又译邦蒂艦，是一艘英格蘭三桅商船，總排水量215噸，並配備4座加農炮。1784年，邦蒂艦開始在赫爾河畔京斯敦建造。1787年，邦蒂艦當作煤礦商船在多弗投入使用，最初的船名叫做「貝蒂亞」。同年5月26日，英國皇家海軍購買並重整該船隻，將船隻更名為「邦蒂」，用於執行採集植物的任務。
1787年12月23日，在威廉·布萊的指揮下，邦蒂號啟程前往南太平洋大溪地，計劃在當地裝載一批太平洋麵包樹扦插樹苗，並運往英屬西印度群島牙買加。當時計劃在牙買加種植太平洋麵包樹樹苗，當作給奴隸食用的便宜食物。1788年10月26日，邦蒂號抵達大溪地，並在隔年4月4日啟航前往西印度群島安地列斯群島，船上載運1,000多棵太平洋麵包樹樹苗。
不過在1789年4月28日，弗萊切·克里斯蒂安與一些船員發動譁變，成功反抗船長威廉·布萊，奪取整艘船的控制權。弗萊切·克里斯蒂安將威廉·布萊及部分船員驅趕到一艘7公尺長的小船，便帶著邦蒂號返回大溪地。這導致該項任務並未完成，這一事件現在被普遍稱為「邦蒂號叛變事件」。1790年，叛變分子燒毀停泊在南太平洋皮特肯群島的邦蒂號船身，並在當地開始生活，直到約20年後才被外人發現。此後這次事件成為許多小說、非小說類書籍、電影、戲劇和廣播劇的主題。1957年，一名美國冒險家將邦蒂號的幾塊殘骸送上岸。

## 外部連結
- Photo gallery of HMS Bounty replica at Tall Ships Nova Scotia 2009 and 2012. 的存檔，存档日期22 September 2018.

25°04′07″S 130°05′43″W / 25.06861°S 130.09528°W